# Chang'e
Chang'e, Ch'ang-O, Chang-Ngo ou Sheung Ngo (chinês: 嫦娥; pinyin: Chang'e), originalmente conhecida como Heng'e ou Heng-O (姮 娥; Héng'é, mudou o nome para evitar conflito com o Imperador Wen de Han), é a deusa chinesa da Lua. Ao contrário de muitas divindades lunares em outras culturas que personificam a Lua, a Chang'e só vive na Lua. Como a "mulher na Lua", Chang'e poderia ser considerada o complemento chinês para a noção ocidental do homem na lua. A exploração na órbita lunar da sonda Chang'e 1 tem o seu nome.
Chang'e é o assunto de lendas diversos na mitologia chinesa, a maioria dos quais incorporam vários dos seguintes elementos: Houyi, o Arqueiro, um imperador benevolente ou malévolo, um elixir da vida, e, claro, a Lua.

## Informação adicional
- Allan, Tony, Charles Phillips, and John Chinnery, Land of the Dragon: Chinese Myth, Duncan Baird Publishers, London, 2005 (através de Barnes & Noble Books), ISBN 0-7607-7486-2